# Shirley Babashoff
Shirley Babashoff, född 31 januari 1957, är en amerikansk för detta simmare och olympisk guldmedaljör från 1972 och 1976. 
Under karriären vann Babashoff totalt åtta OS-medaljer och tio VM-medaljer. Hon slog under karriären sex världsrekord men lyckades aldrig ta en individuell guldmedalj på OS.

### Fotnoter
1. ↑  Encyclopædia Britannica, Encyclopædia Britannica Online-ID: biography/Shirley-Babashofftopic/Britannica-Online, läst: 9 oktober 2017.[källa från Wikidata]
2. ↑  ”Arkiverade kopian”. Arkiverad från originalet den 24 augusti 2015. https://web.archive.org/web/20150824021342/http://www.fina.org/H2O/docs/histofina/swimming_50m.pdf. Läst 21 augusti 2015. HistoFINA - SWIMMING
MEDALLISTS AND STATISTICS AT FINA WORLD CHAMPIONSHIPS (50M) (engelska)
3. ↑  ”Shirley Babashoff Bio, Stats, and Results - Olympics at Sports.reference.com”. sportsreference.com. Sportsreference. Arkiverad från originalet den 29 december 2008. https://web.archive.org/web/20081229123919/http://www.sports-reference.com/olympics/athletes/ba/shirley-babashoff-1.html. Läst 9 september 2015.